# Schloss Rekau

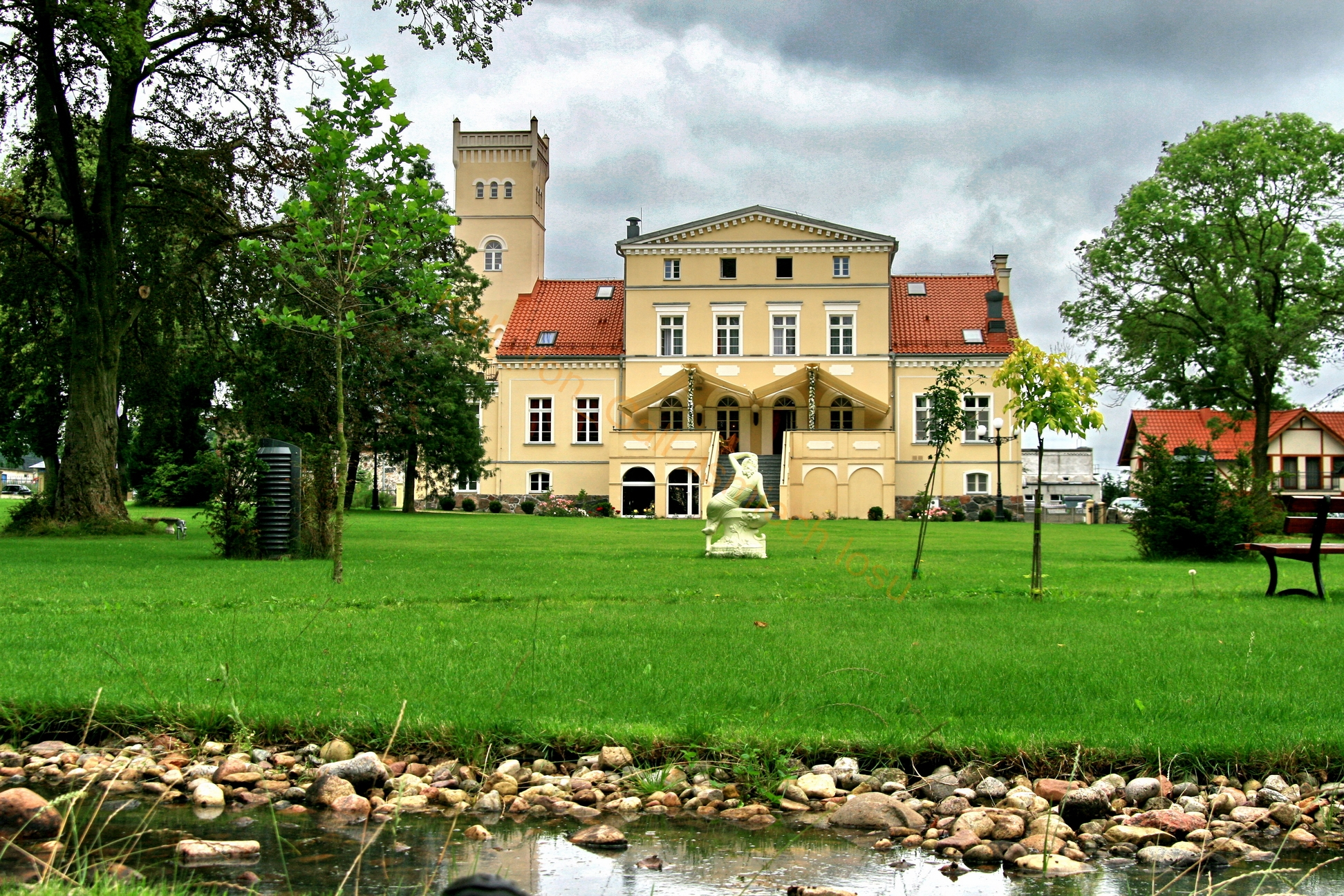
Schloss Rekau

Schloss Rekau (polnisch Pałac Rekowo Górne) ist ein heute als Hotel genutztes Schloss in Rekowo Górne, Powiat Pucki (Kreis Putzig) der polnischen Woiwodschaft Pommern.

## Geschichte
Das heutige Schloss wurde 1871 im eklektischen Stil von Hagen von Sobowidz mitten im Dorf erbaut. Es zählte damals zu den repräsentativsten Bauten im Kreis. Die von Mahnke ließen den Gutshof durch eine Brennerei und eine Schmiede erweitern.
Nach dem Zweiten Weltkrieg verfiel das Schloss. Ab 1994 wurde das Schloss und der umgebende Park in privatem Besitz restauriert. Westlich erstreckt sich der Darsluber Urwald, durch den eine Wanderroute nach Krokowa (Krockow) führt.